# Madeleine Barjac
Madeleine Mathide Bauberon dite Madeleine Barjac, née à Villers-sur-Mer (Calvados) le 20 avril 1883 et décédée à Villefranche-sur-Mer (Alpes-Maritimes) le 18 janvier 1974, est une actrice de théâtre et de cinéma française. 

## Biographie
Elle est remarquée enfant par Sarah Bernhardt qui lui confie quelques rôles. Le 15 décembre 1918, elle devient pensionnaire de la Comédie-Française. Demeurant d’abord avenue de la République à Rosny-sous-Bois, elle résidera au 4, de la rue  Guynemer dans le 6e arrondissement de Paris de décembre 1937 à l’été 1944.
Elle a obtenu le premier prix de tragédie dans le rôle de Dolorès, dans Patrie, et le deuxième prix de comédie, écrivant ses impressions de concours pour les lectrices de Fémina.

## Théâtre
- Jean de La Fontaine, 1916
- La Belle Aventure, 1932

### Carrière à la Comédie-Française
Liste non exhaustive : 
- 1920 : Esther de Jean Racine : Zarès
- 1920 : Britannicus de Jean Racine : Albine
- 1920 : Iphigénie de Jean Racine : Egine
- 1920 : Phèdre de Jean Racine : Panope, puis Ismène
- 1922 : Andromaque de Jean Racine : Céphise
- 1922 : Bérénice de Jean Racine : Phénice
- 1922 : L'Ivresse du sage de François de Curel, mise en scène Marie-Thérèse Piérat : Mathilde Dumilet
- 1923 : Électre de Sophocle : une choreute
- 1923 : Rome vaincue d'Alexandre Parodi : une femme du peuple
- 1923 : Andromaque de Jean Racine : Cléone
- 1923 : Jean de La Fontaine de Louis Geandreau et Léon Guillot de Saix : Mlle de Brie
- 1924 : Iphigénie de Jean Racine : Doris
- 1924 : Les Fourberies de Scapin de Molière, mise en scène Charles Granval : Nérine
- 1925 : Le Mariage de Figaro de Beaumarchais : Marceline
- 1925 : Phèdre de Jean Racine : Oenone
- 1925 : Esther de Jean Racine : Elise
- 1925 : Après onze ans de Maurice Levaillant : la Victoire de Denain
- 1925 : Bajazet de Jean Racine : Zatime
- 1925 : Maître Favilla de Jules Truffier d'après George Sand : Marianne
- 1925 : Fleurs d'avril de Gabriel Vicaire et Jules Truffier : Alison
- 1928 : Sapho d'Alphonse Daudet et Adolphe Belot, mise en scène Émile Fabre : Mme Hettema
- 1928 : Mithridate de Jean Racine : Phoedime
- 1929 : Le Marchand de Paris d'Edmond Fleg : Estelle
- 1929 : La Thébaïde de Jean Racine : Olympe
- 1931 : Le Cid de Pierre Corneille : Dona Elvire
- 1931 : La Belle Aventure de Gaston Arman de Caillavet, Robert de Flers et Étienne Rey : Mme de Verceil
- 1932 : Baisers perdus d'André Birabeau : Mme de Groux
- 1933 : Monsieur Vernet de Jules Renard, mise en scène Charles Granval : Mme Cruz
- 1936 : Denise d'Alexandre Dumas, mise en scène René Alexandre : Mme de Pontferrand
- 1938 : Madame Sans-Gêne de Victorien Sardou et Émile Moreau : Julie, Gabarre, Toinon

## Filmographie
- 1910 : Ma fille, court métrage de Michel Carré : la jeune femme
- 1911 : La Mégère apprivoisée, court métrage (328 m) d'Henri Desfontaines, scénario de Paul Garbagni d'après la pièce de Shakespeare
- 1911 : Falstaff, court métrage d'Henri Desfontaines, scénario de Paul Garbagni d'après le personnage de Shakespeare
- 1911 : La Pierre de lune, court métrage anonyme d'après le roman (The Moonstone) de Wilkie Collins
- 1912 : Le Devoir, comédie dramatique anonyme
- 1915 : La Course à l'abîme, court métrage de Louis Feuillade
- 1916 : L'Aventure des millions / L'Affaire des millions, court métrage (1.496 m) de Louis Feuillade : Lola
- 1916 : La Faute d'une mère, court métrage anonyme (781 m) : Madame de Pressac
- 1926 : Le Criminel, film d'Alexandre Ryder d'après le roman d'André Corthis : Isabelle